# Гран Канария
Гран Канария (на испански: Gran Canaria) е вторият най-населен остров от архипелага на Канарските острови (850 391 души) след Тенерифе.
Главен и най-голям град на острова и Канарите е Лас Палмас де Гран Канария (377 203 души).
Заедно с Лансароте и Фуертевентура образува провинция Лас Палмас.
Островът е разделен на 21 общини, както следва:
| - Агаете - Агуимес - Ла Алдеа де Сан Николас - Артенара - Арукас - Фиргас - Галдар - Инхенио - Моган - Моя - Лас Палмас де Гран Канария | - Сан Бартоломе де Тирахана - Санта Бригида - Санта Лусия де Тирахана - Санта Мария де Гия де Гран Канария - Техеда - Телде - Терор - Вайесеко - Валсекийо де Гран Канария - Вега де Сан Матео |